# Largo Dois de Julho
Largo Dois de Julho é uma praça da cidade de Salvador, capital do estado brasileiro da Bahia, situada na sua parte antiga e possuindo uma pequena feira. O largo possui o formato invertido da letra L, sendo acessada a partir da rua Carlos Gomes por vários becos, como a rua do Cabeça e a rua da Faísca. A partir do Largo tem-se a rua do Maciel, Areial de Baixo e Areial de Cima e, pela rua Fagundes Varela, comunica-se com a Cidade Baixa, até a avenida Lafaiete Coutinho.[carece de fontes?]
É uma região histórica, cujo entorno pode ser reconhecido como bairro conforme lei aprovada pela Câmara de Vereadores do Salvador em setembro de 2017, a depender de estudos técnicos a serem efetuados pela Secretaria de Desenvolvimento Urbano do município.
Além do Largo Dois de Julho propriamente dito e das áreas citadas, engloba também a Praça General Inocêncio Galvão (antigo Largo do Accioli), a Rua Democrata (antiga Rua do Hospício) e outros sítios no seu entorno, casas comerciais e espaços culturais. A área de Santa Tereza é por vezes considerada, pelo seus moradores, como sendo parte do bairro. A região abriga edificações históricas como a casa do poeta Castro Alves, a sede do tradicional grupo de carnaval Fantoches do Euterpe e o famoso e requintado Cine Capri, consumido por um incêndio em março de 1981.